# Baron Rothschild
Baronowie Rothschild  1. kreacji (parostwo Zjednoczonego Królestwa)
- 1885–1915 Nathan Mayer Rothschild, 1. baron Rothschild (1840–1915)
- 1915–1937 Lionel Walter Rothschild, 2. baron Rothschild (1868–1937)
- 1937–1990 Nathaniel Mayer Victor Rothschild, 3. baron Rothschild (1910–1990)
- 1990 – Nathaniel Charles Jacob Rothschild, 4. baron Rothschild (ur. 1936)